# Rezervația naturală Colohur
Colohur este o rezervație naturală silvică în raionul Camenca, Transnistria, Republica Moldova. Este amplasată la sud de satul Caterinovca, ocolul silvic Rașcov, Colohur, parcelele 22, 23, 25. Are o suprafață de 178 ha. Obiectul este administrat de Gospodăria Silvică de Stat Rîbnița.